# Mount Rose (Shackleton Range)
Mount Rose ist ein 1761 m hoher Berg im ostantarktischen Coatsland. Er ragt im Zentrum der Read Mountains in der Shackleton Range auf.
Das UK Antarctic Place-Names Committee benannte den Berg 2023. Namensgeber ist der britische Ingenieur Mike Rose vom Council of Managers of National Antarctic Programs, der von 1989 bis 1990 auf der Halley-Station tätig war und später u. a. zahlreiche Instrumente für die Untersuchung des Erdmagnetfelds und für Wetterbeobachtungen in der Antarktis entwickelt hatte.